# 上海市消防救援总队
上海市消防救援总队，加挂上海市消防救援局牌子，是中华人民共和国上海市的消防救援机构，由中华人民共和国应急管理部与上海市人民政府双重领导，承担上海市内的火灾扑救、抢险救援、消防监督等职责。

## 历史沿革

### 1866年至1937年
1866年，上海公共租界工部局成立了上海火政处（英語：Shanghai Fire Brigade，又译作：上海水龙公所），负责上海公共租界内的防火、救火工作。同年7月20日，成立了上海第一救火车队（英語：The Shanghai Engine Company No.1），这是中国第一个现代消防队；8月，又成立了虹口第二救火车队（英語：The Hongkew Fire Engine Company No.2）；1867年2月，法租界金利源救火车队并入火政处，变为第三救火车队。1869年5月17日，上海法租界救火会成立，并加入公共租界工部局火政处，被编为第六救火车队。到1871年底，火政处已有10个救火队（包括2个钩梯队、1个抢救队、7个救火车队）。1911年，火政处始有专职处长。1919年，火政处所属消防队均换装了“马达泵浦消防车”，实现了机械化。1919年12月，火政处消防队由义勇制改为雇佣制，并开始雇佣华籍救火队员。到1933年，火政处共有消防队10个，外籍职员70余人，华籍职员700余人。
1908年5月，法租界救火会从公共租界工部局火政处独立，设3个消防队。1930年底，法租界救火会解散，新成立法租界公董局火政处代替之，并改义勇制为雇佣制。到1935年，公董局火政处有外籍雇员45人、华籍雇员127人；到1937年，公董局火政处有消防车20辆。
19世纪末20世纪初，上海城厢内外先后出现了39个救火社团组织。1905年11月，上海城厢内外总工程局成立，其警政科下设有消防处。1907年8月，上海城厢内外救火联合会成立，形式上将各社团统一起来。1910年6月，小南门警钟楼落成，并作为救火联合会之会所。1927年，上海特别市成立，淞沪警察厅改为上海特别市公安局，在其第二科下设消防股，负责消防行政。1929年9月，上海市政府公布《上海市公安局义勇消防事务督理规则》，通令各救火联合会、救火会须接受上海市公安局监督指挥。到1935年，上海市有救火会22个，按地理位置分10个区；全市救火会共有泵浦消防车34辆、扶梯车7辆、自动扶梯车1辆，有义勇消防队员约900人、雇员约150人。

### 1937年至1949年
1937年8月，日军占领上海，租界成为“孤岛”。1941年，太平洋战争爆发，日军进驻上海公共租界。1943年，汪精卫政权收回上海公共租界和法租界，并将两租界火政处改为上海特别市警察局消防处，将原救火队改编为9个消防署，人员改为消防警察编制，消防处主要官员均为日本籍。
1945年8月，日本投降，国民政府上海市警察局接收汪精卫政权的上海特别市警察局，仍设消防处。1946年3月，成立上海市警察局消防总队，与消防处并列，但受消防处监督、指挥。到1948年10月，上海市警察局消防处设3个科，消防总队设3个科、2个股，下辖9个区队，共有消防警察789人，各种车辆152辆。1949年初，上海市救火联合会在上海市警察局消防处的支持下，重新成立了东、南、西、北四个救火联合会，统辖22个救火会，共约2,000人。

### 1949年以后
1949年5月27日，中国人民解放军占领上海。5月29日，上海市军事管制委员会接管上海市警察局消防处和消防总队，成立上海市公安局消防处。消防处内设5科11股，设消防总队辖9个区队、1个修理工厂，有消防警员876人、消防车83辆、救护车9辆、消防艇1艘。1950年11月，上海市公安局发布《接办沪东等民办救火会公告》，由消防处接管4个区的民办救火联合会，共26支消防队、517人。
1952年9月，上海市公安局消防处、交通处、刑事侦察处合并，成立治安处，下设消防科；消防总队改编为消防大队，辖7个区队、22个分队。1953年9月，消防科划归消防大队，各公安分局治安科设立消防组。
1954年12月，消防大队改为上海市公安局消防处，撤销区队建制，分队改为中队，共有26个中队。1956年，消防处恢复区队建制，仍设7个区队，辖19个分队，共有干警1146人，消防车111辆。1965年5月，上海市消防民警班长以下人员实行义务兵役制，实行一个机构两块牌子，称上海市公安局消防处或上海市公安局消防总队。1966年9月，消防总队的7个区队改编为5个大队，下辖27个中队，共1448人。
1966年6月，“文化大革命”爆发，上海市消防工作一度处于瘫痪状态。1974年1月，上海市公安局军事管制撤销，恢复上海市公安局消防处（消防总队），22个区公安分局、县公安局恢复消防科、消防股。
1983年1月，上海市公安局消防总队列入武警部队序列，称中国人民武装警察部队上海市总队消防处（亦称上海市公安局消防处）。1983年5月，上海市各县公安消防队也划归消防处领导。1985年，上海市公安消防总队的5个大队改为6个支队，崇明县各中队成立崇明大队。1989年2月，实行警衔制，废止中国人民武装警察部队上海市总队消防处之名称，改为中国人民武装警察部队上海市消防总队。到1990年底，武警上海市消防总队共有4500余人，消防车187辆。
1991年，上海市公安局消防处改为上海市消防局，对外称上海市公安消防总队（中国人民武装警察部队上海市消防总队）。1993年，上海市消防局升格为副局级。1994年，上海市公安消防总队升格为正师级。到1994年，上海市消防局下辖6个支队、1个大队、53个中队，另有1个教导大队、1个文工团，共有消防官兵5100人。
1997年5月，崇明大队升格为第七支队，在浦东新区组建了第八支队。至1999年6月，上海市消防局下辖8个消防支队、57个消防中队、21个区县防火监督处（科），另有1个教导大队、1个文工团、1个医院，共有消防官兵5145人。
2005年6月，上海市公安消防部队实行“防消合一”体制，撤销上海市消防局下辖的8个消防支队和各区县公安机关下辖的消防监督部门，按行政区划在19个区、县设立19个公安消防支队，在上海化学工业区、宝钢地区设立2个公安消防支队，另水上和轨道2个公安消防支队。

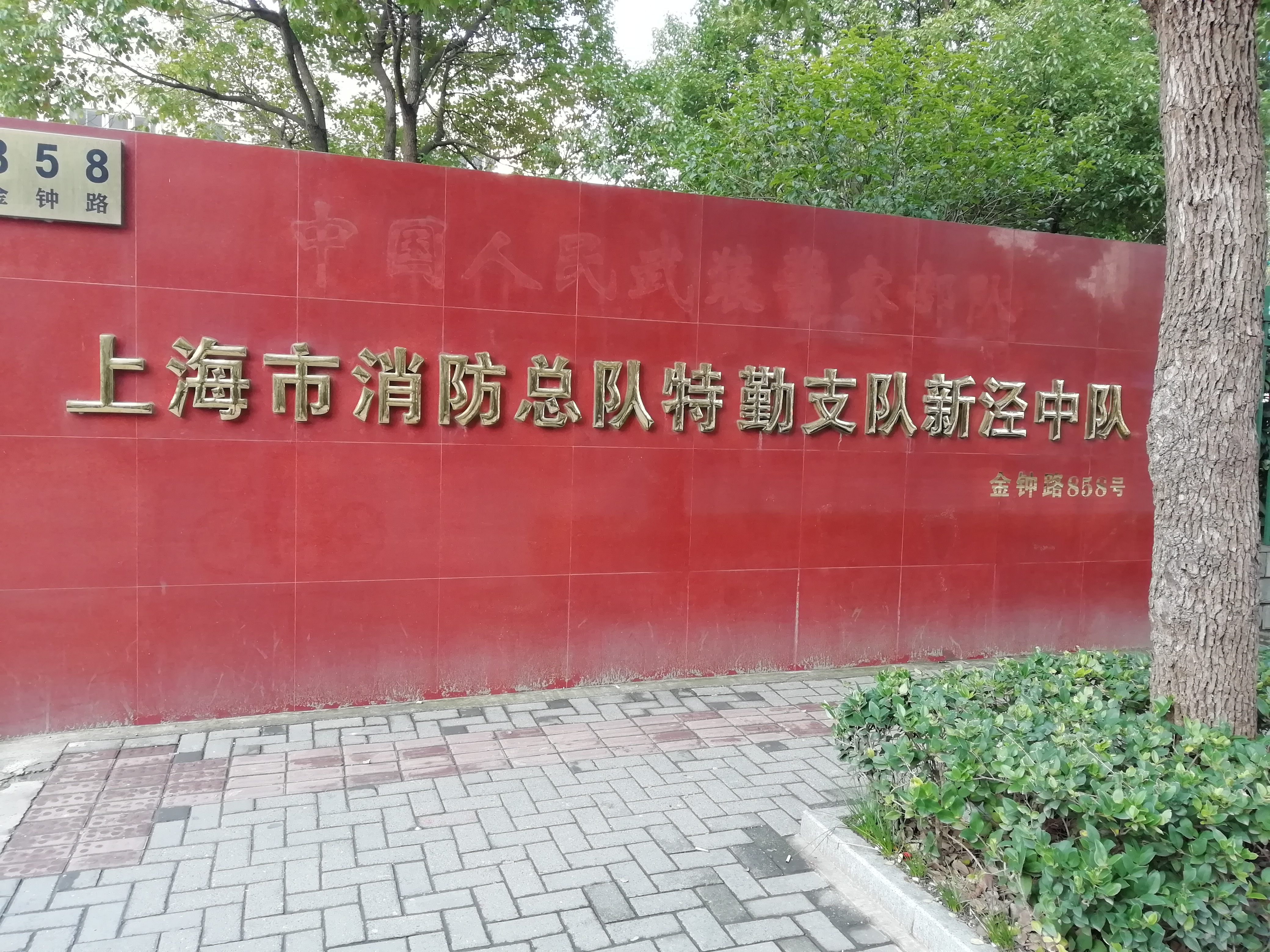
机构改革后的上海市消防总队特勤支队新径中队门牌，“中国人民武装警察部队”字样已被卸下。

2018年3月，《深化党和国家机构改革方案》公布，公安消防部队全部退出现役，成建制划归应急管理部，承担灭火救援和其他应急救援工作，现役编制全部转为行政编制。10月9日，公安消防部队移交应急管理部交接仪式举行。2019年12月31日，上海市消防救援总队正式挂牌，其下辖各消防救援支队亦于同日举行挂牌仪式。
2024年6月，各消防救援总队、支队、大队加挂驻地省、市、县三级消防救援局牌子，上海市消防救援总队加挂上海市消防救援局牌子。

## 职责
根据《消防救援队伍总队及以下单位机构编制方案》，上海市消防救援总队承担下列职责：
1. 承担城乡综合性消防救援工作，负责指挥调度相关灾害事故救援行动，承担重要会议、大型活动消防安全保卫工作。
2. 承担火灾预防、消防监督执法以及火灾事故调查处理相关工作，依法行使消防安全综合监管职能，推动落实消防安全责任制。
3. 参与拟订消防专项规划，参与起草地方性消防法规、规章草案并监督实施。
4. 负责消防救援队伍综合性消防救援预案编制、战术研究和执勤备战、训练演练等工作。
5. 负责消防救援信息化和应急通信建设，承担综合性消防救援行动应急通信保障工作。
6. 负责消防安全宣传教育，组织指导社会消防力量建设。
7. 负责消防应急救援专业队伍规划、建设与调度指挥，参与组织协调动员各类社会救援力量参加救援任务。
8. 负责消防救援队伍建设与管理。
9. 完成应急管理部和所在省（区、市）党委政府交办的相关任务。

## 组织机构
根据《消防救援队伍总队及以下单位机构编制方案》，上海市消防救援总队属于一类总队。

### 机关内设机构
上海市消防救援总队机关设有16个业务处室，以及灭火救援指挥部和政治部，另有一个应急通讯与车辆勤务大队。

### 消防救援支队
上海市消防救援支队下辖21个消防救援支队，包括16个市辖区消防救援支队，设在上海化学工业区的1个消防救援支队以及水上、轨道交通、特勤、训练与战勤保障4个支队。其中，浦东新区消防救援支队下辖9个大队，是唯一下辖大队的支队。
- 浦东新区消防救援支队
  - 浦东新区消防救援支队惠南大队
  - 浦东新区消防救援支队临港大队
  - 浦东新区消防救援支队三林大队
  - 浦东新区消防救援支队川沙大队
  - 浦东新区消防救援支队世博大队
  - 浦东新区消防救援支队保税区大队
  - 浦东新区消防救援支队陆家嘴大队
  - 浦东新区消防救援支队外高桥大队
  - 浦东新区消防救援支队国际旅游度假区大队
- 黄浦区消防救援支队
- 长宁区消防救援支队
- 静安区消防救援支队
- 徐汇区消防救援支队
- 普陀区消防救援支队
- 杨浦区消防救援支队
- 虹口区消防救援支队
- 宝山区消防救援支队
- 闵行区消防救援支队
- 嘉定区消防救援支队
- 奉贤区消防救援支队
- 青浦区消防救援支队
- 金山区消防救援支队
- 崇明区消防救援支队
- 上海化学工业区消防救援支队
- 上海市消防救援总队水上支队
- 上海市消防救援总队轨道交通支队
- 上海市消防救援总队特勤支队
- 上海市消防救援总队训练与战勤保障支队

## 救援力量

### 消防救援站
截至2021年，上海市消防救援总队共有174个消防救援站，平均辖区39.7平方千米。其中，虹口、北京、杨浦、静安、宜昌、嵩山等消防救援站的建筑已投入使用超过百年，虹口消防救援站所在的吴淞路560号（虹口救火会旧址）被评为上海市优秀历史建筑。

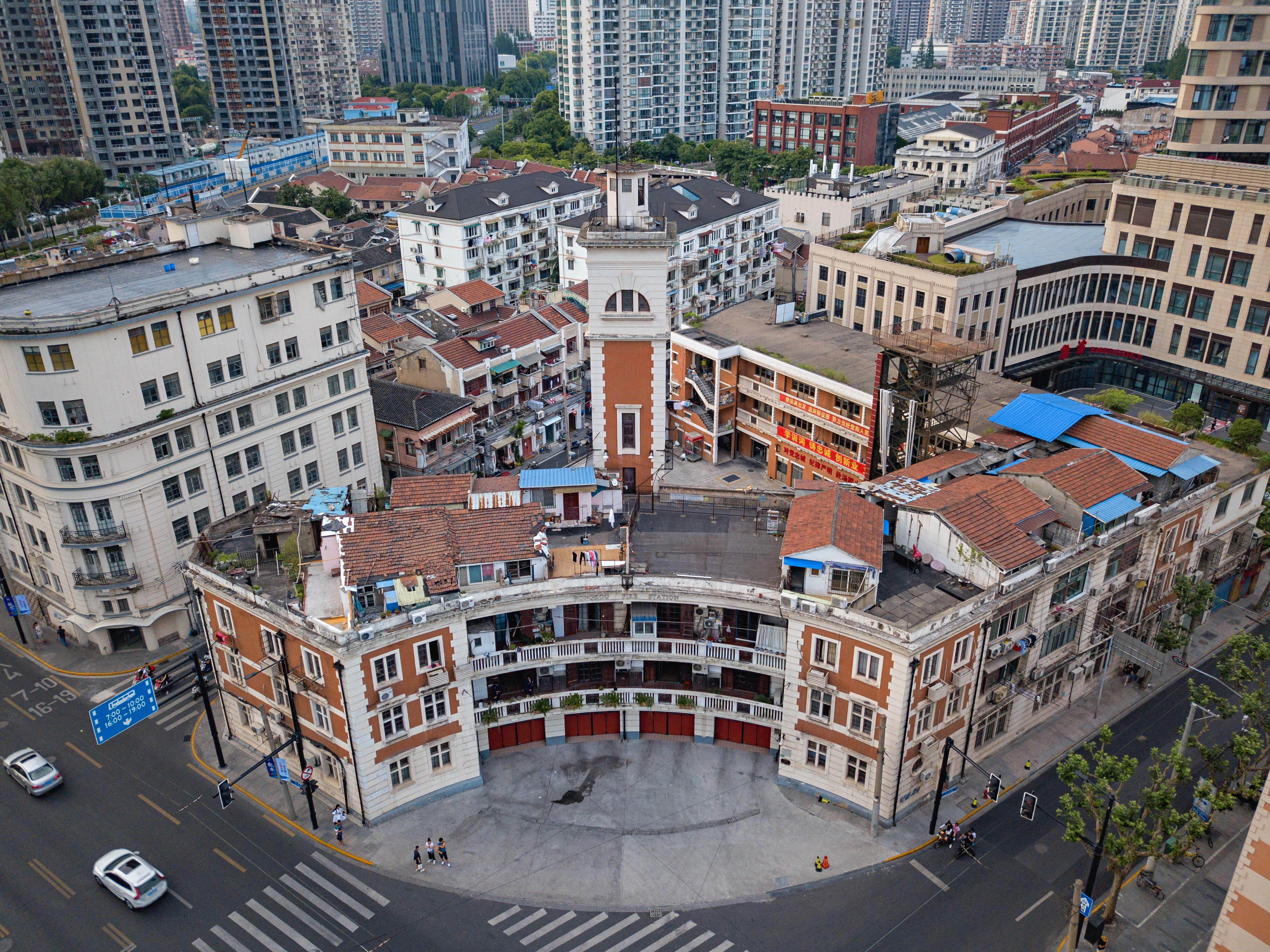
虹口区虹口消防救援站（虹口救火会旧址）

### 消防车辆、船艇与飞机
截至2021年，上海市消防救援总队共有约800辆执勤消防车、10艘消防船艇、1架消防直升机。

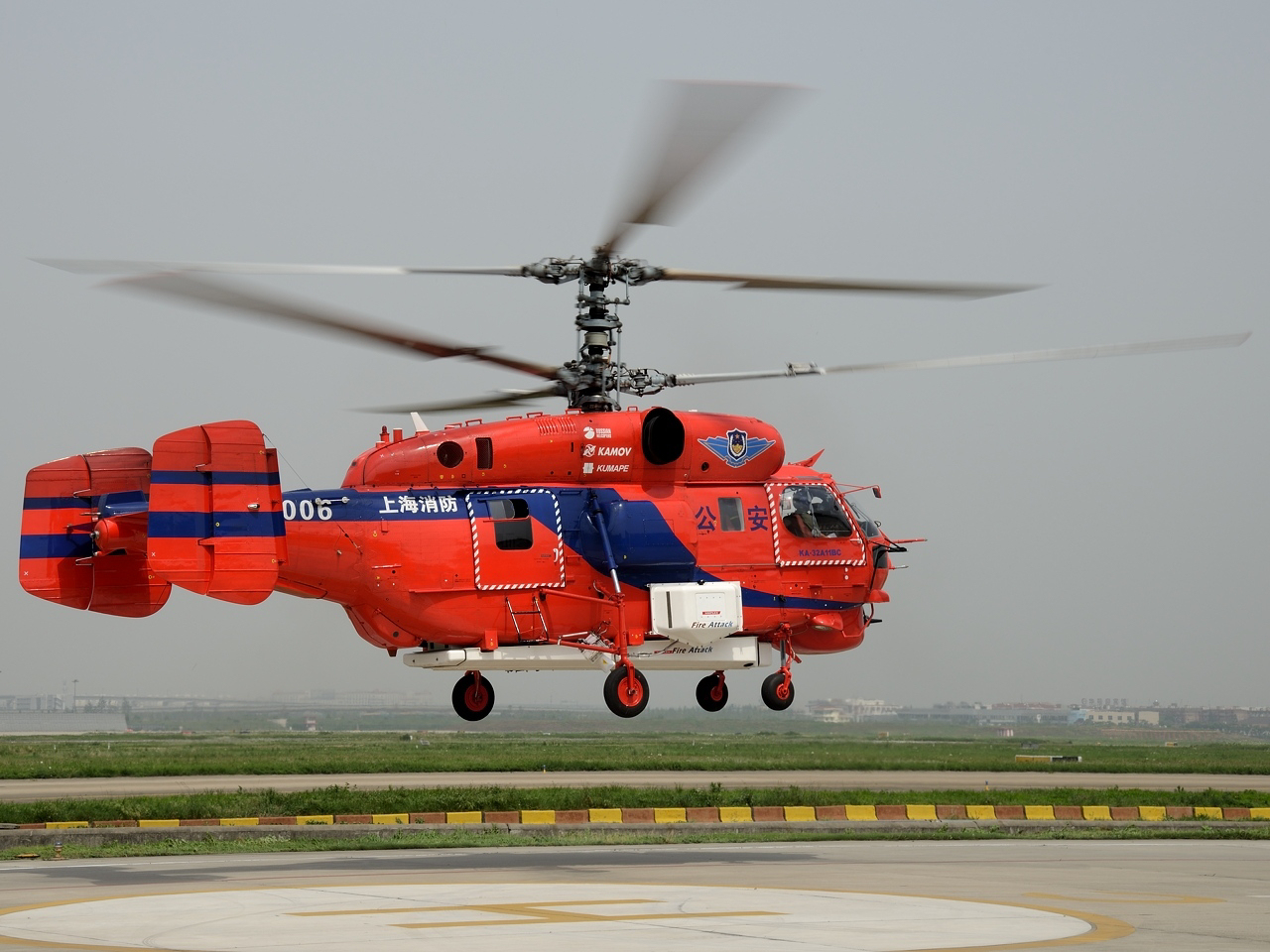
上海消防的卡-32直升机

### 消防人员
根据《消防救援队伍总队及以下单位机构编制方案》，上海市消防救援总队编制总额6978名，其中干部2364名、消防员4614名。此外，上海市还有政府专职消防员约5000人，消防救援人员和政府专职消防员总数达到约1.2万人。

## 行动
2006至2010年间，上海市公安消防部队执行应急救援任务24.8万起，营救疏散转移人员3.2万人，保护财产价值81.5亿元。
2011至2015年间，上海市公安消防部队接处警42.8万起，营救疏散转移人员6.7万人，保护财产价值73.7亿元。
2016至2020年间，上海市消防救援队伍接处警33.2万起，营救疏散转移人员6.2万人。

## 历任领导

### 上海市公安局消防处
| 处长 - 吴桐生（1978年4月－1984年4月） - 徐庆友（1984年12月－1987年8月） - 徐耀标 武警大校（1987年8月－1991年） | 政治委员 - 杨如梅（1984年12月－1987年8月） - 徐仁松 武警大校（1987年8月－1991年） |

### 上海市公安消防总队（上海市消防局）
| 上海市公安消防总队总队长、上海市消防局局长 - 徐耀标 武警大校（1991年－） - 李铁山 武警大校（－2002年） - 陈飞 武警少将（2002年2月－2011年5月） - 赵子新 武警少将（2011年5月－2015年） - 张兴辉 武警少将（2015年4月－2018年） | 上海市公安消防总队政治委员、上海市消防局政治委员 - 徐仁松 武警大校（1987年8月－） - 李金文 武警少将（2006年－2010年） - 张华锋 武警少将（2010年1月－2014年） - 单于广 武警少将（2014年－2015年） - 王新建 武警少将（2016年6月－2018年10月） |

### 上海市消防救援总队
| 上海市消防救援总队总队长 - 李伟民 高级指挥长（2019年5月－） | 上海市消防救援总队政治委员 - 王新建 消防救援助理总监（2018年11月－） |